# 辰阳镇
辰阳镇，是中华人民共和国湖南省怀化市辰溪县下辖的一个乡镇级行政单位。

## 行政区划
辰阳镇下辖以下地区：
丹山社区、柳树湾社区、龙头井社区、东风社区、奎星阁社区、桐湾溪村、汪家桥村、青竹坡村、田家人村、陆家湾村、联合村、刘家脑村、张家溜村、军屯村和瞿家湾村。